# يعقوب دورتشين
يعقوب دورتشين (بالعبرية: יעקב דורצ'ין‏) (من مواليد 12 مارس 1946) هو نحات ورسام إسرائيلي.
في عام 2011 حصل على جائزة إسرائيل للفنون البصرية.  

## حياته
ولد دورتشين في حيفا في فلسطين عام 1946. في عام 1967 انتقل إلى كيبوتس كفار هحوريش.
في الثمانينيات، بدأ دورتشين في صنع منحوتات حديدية. حاضر في جامعة حيفا منذ عام 1991 وشغل منصب رئيس قسم الفنون في الجامعة من عام 1997 إلى عام 2001.

اعتبارًا من عام 2020،  يشغل منصب المدير الفني لمدرسة باسيس للفنون، وهو المنصب الذي شغله في عام 2015. 

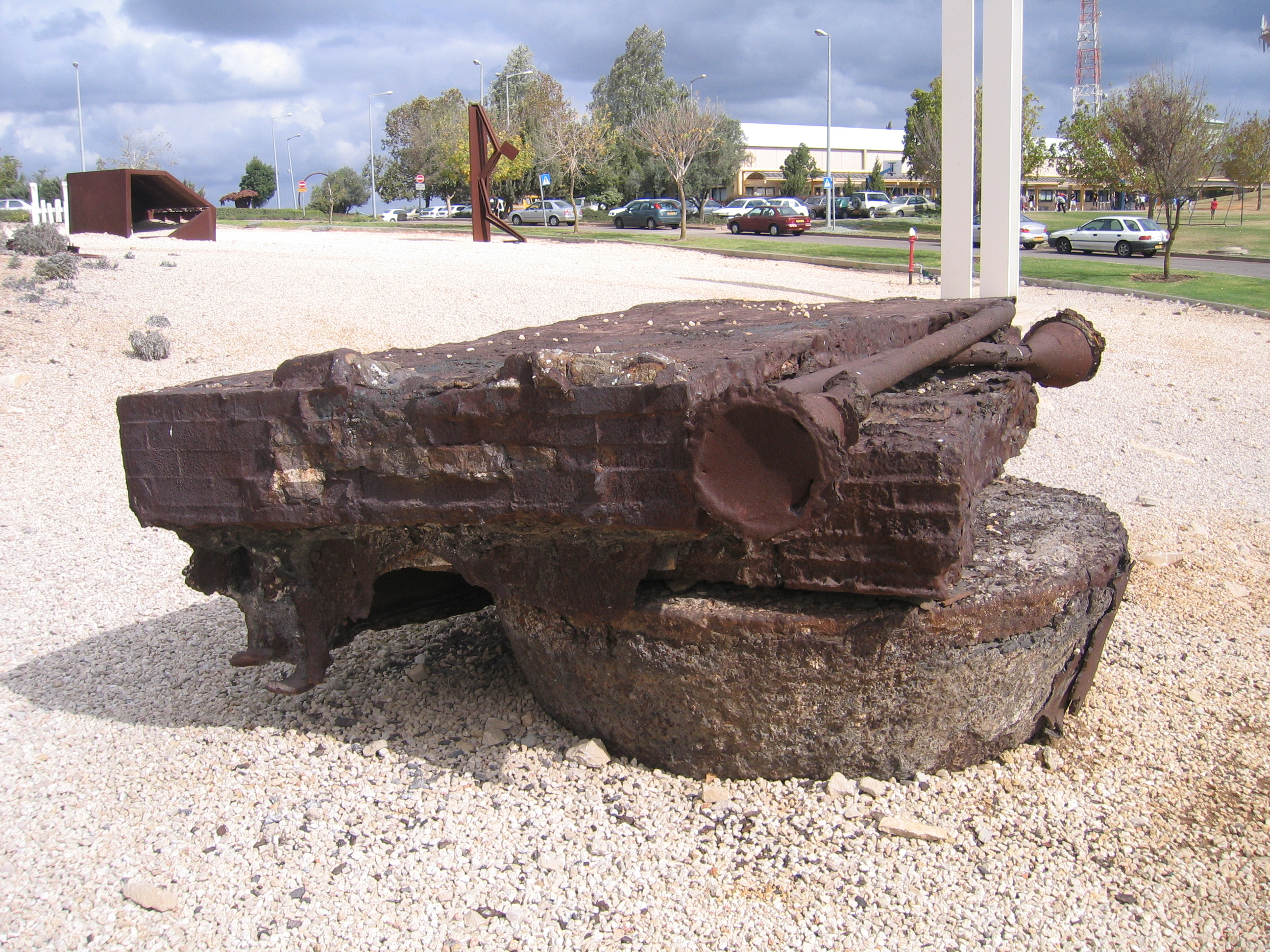
توبا ميروم، منحوتة ليعقوب دورتشين، 1994، حديقة تيفن للنحت، الجليل.

في عام 1990 عرض دورتشين أعماله في الجناح الإسرائيلي في بينالي البندقية.

## جوائز
- في عام 2004، حصل دورتشين على جائزة إيميت للفنون. [6]
- في عام 2011 حصل على جائزة إسرائيل للفنون البصرية. [2] [3]

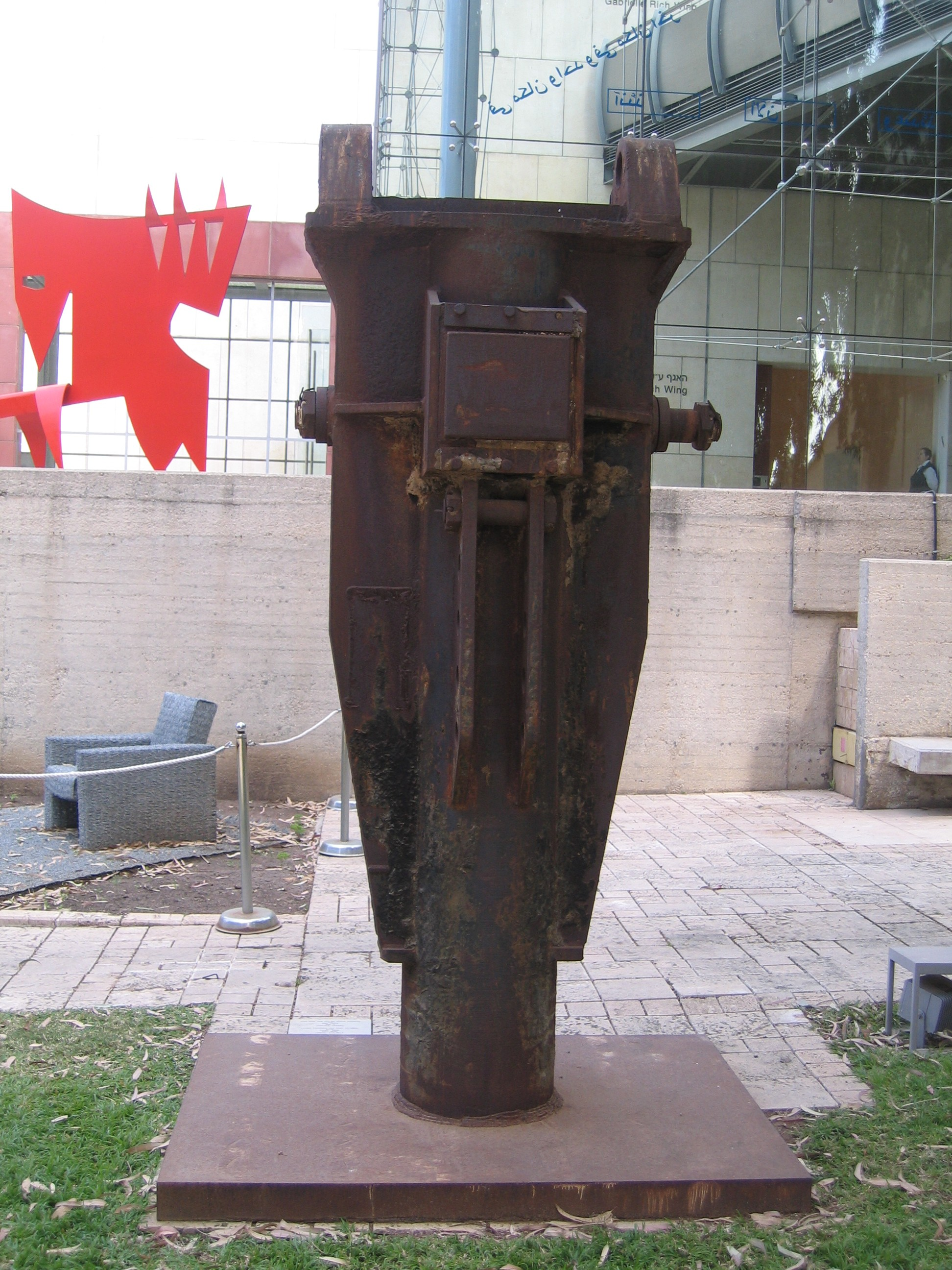
ملاك، منحوتة ليعقوب دورتشين، 1993، متحف تل أبيب للفنون، تل أبيب، إسرائيل.